# Stadtlexikon Radebeul
Das Stadtlexikon Radebeul, Untertitel Historisches Handbuch für die Lößnitz, ist ein Lexikon über die sächsische Große Kreisstadt Radebeul. Es wurde 2005 in einer 1. Auflage herausgegeben, der im Folgejahr 2006 bereits die 2., leicht geänderte Auflage folgte. 2021 erschien die 3. überarbeitete und ergänzte Auflage.

Der Untertitel des Lexikons weist darauf hin, dass das Stadtgebiet Radebeuls gleichzeitig die westlich der sächsischen Hauptstadt Dresden gelegene Weinbau-Kulturlandschaft Lößnitz umfasst, in der ferner die deutsche Weinbau-Großlage Radebeuler Lößnitz zu finden ist.
„Ausführungen zu Radebeuler Persönlichkeiten, zu Architektur […], zu landschaftlichen Besonderheiten ebenso wie zu geschichtlichen Entwicklungen, zum Vereinsleben und […] zur Radebeuler Wirtschaft [nebst einer] Vielzahl von Abbildungen“ wurden unter Leitung der Radebeuler Stadtarchivarin Anette Karnatz von einer „Arbeitsgruppe ehrenamtlicher Historiker, Heimatforscher und heimatkundlich Interessierter“ zusammengetragen, aufbereitet und verschlagwortet. Das Lexikon der 2. Auflage hatte etwa 280 Seiten, die dritte Auflage hat 356 Seiten, die durch die Stadt Radebeul bzw. deren Stadtarchiv herausgegeben wurden.
Den größten Teil des Werks nimmt der alphabetisch sortierte und bebilderte Nachschlageteil ein, dessen Einträge ausformuliert sind, um das lesende „Schmökern“ zu ermöglichen. Dieser Teil wird auch durch ein Personenregister erschlossen. Zu den Personen kommen historisch interessante Bauten, Weingüter und Unternehmen hinzu. Ergänzend finden sich im hinteren Teil ein kommentiertes Straßenverzeichnis, eine Zeittafel zu den Lößnitzortschaften, Aufstellungen der Gemeindevorstände seit 1839, der Bevölkerungsentwicklung seit 1550 sowie eine Bibliographie ausgewählter weiterführender Schriften. Alles zusammen wird ergänzt durch einen aktuellen Stadtplan, einen Stadtplan von 1947 mit der Einzeichnung der Stadtteilgrenzen sowie einem Auszug aus einem Stadtplan von um 1925 auf den Vorsatzblättern.
„Seit über einhundert Jahren wurde erstmals wieder der Versuch unternommen, die gesamte Geschichte unserer Lößnitz nach Stichworten gegliedert und alphabetisch sortiert in einem Lexikon zu vereinen. Bisher gab es nur Publikationen, die sich mit speziellen Themen oder mit einzelnen Ortsteilen beschäftigten. Ein umfassendes Nachschlagewerk für den heimatkundlich interessierten Leser suchte man vergebens.“ Diese Aussage zum Stadtlexikon Radebeul bezieht sich darauf, dass zuletzt Moritz Lilie um 1882 für den Verschönerungs-Verein für die Lößnitz und Umgebung seine Schrift Die Lößnitz bei Dresden und ihre Umgebung. In geschichtlicher, topographischer und touristischer Beziehung geschildert von Moritz Lilie herausgegeben hatte. Dieser folgte dann 1893 seine Chronik der Lößnitz-Ortschaften Kötzschenbroda, Niederlößnitz, Radebeul… Spätere Werke befassten sich eher mit den einzelnen Lößnitzortschaften, ihren Kulturgütern oder ihren Künstlern sowie dem Weinbau.

## Ausgaben
- Stadtlexikon Radebeul. Historisches Handbuch für die Lößnitz. Herausgegeben vom Stadtarchiv Radebeul. 1. Auflage. Radebeul 2005, ISBN 3-938460-05-9.
- Frank Andert (Red.): Stadtlexikon Radebeul. Historisches Handbuch für die Lößnitz. Herausgegeben vom Stadtarchiv Radebeul. 2., leicht geänderte Auflage. Radebeul 2006, ISBN 3-938460-05-9.
- Annette Karnatz (Red.): Stadtlexikon Radebeul. Historisches Handbuch für die Lößnitz. Hrsg.: Große Kreisstadt Radebeul. 3. überarbeitete und ergänzte Auflage. Radebeul 2021, ISBN 978-3-938460-22-1.

## Vergleichbare Vorgängerschriften
- Gustav Wilhelm Schubert: Chronik und Topographie der – den mit Stadtgerechtigkeit begabten Marktflecken Kötzschenbroda nebst Dörfchen Fürstenhain, die Orte Hof- und Niederlößnitz, ingleichen die Dörfer Nauendorf, Zitzschewig und Lindenau umfassenden – Parochie Kötzschenbroda nebst historischen allgemeinen Notizen. In der Hauptsache auf Grund urkundlicher Nachrichten etc.zusammengestellt. Im Selbstverlage des Verfassers (Buchdruckerei von Hellmuth Henkler in Dresden), Dresden (1864 und) 1865 (Digitalisat).
- Moritz Lilie; Verschönerungs-Verein für die Lößnitz und Umgebung (Hrsg.): Die Lößnitz bei Dresden und ihre Umgebung. In geschichtlicher, topographischer und touristischer Beziehung geschildert von Moritz Lilie. Dresden o. J. (1882).
- Moritz Lilie: Chronik der Lößnitz-Ortschaften Kötzschenbroda Niederlößnitz, Radebeul, Oberlößnitz mit Hoflößnitz Serkowitz Naundorf, Zitzschewig und Lindenau mit besonderer Berücksichtigung von Coswig und der übrigen Nachbarorte. Niederlößnitz 1893 (Digitalisat).